# Zweeds basketbalteam (mannen)
Het Zweeds nationaal basketbalteam is een team van basketballers dat Zweden vertegenwoordigt in internationale wedstrijden. Het land heeft in het verleden deelgenomen aan één editie van de Olympische Spelen en negen edities van Eurobasket. Tijdens de Olympische Spelen werd Zweden tiende. Tijdens zes van de negen deelnames aan Eurobasket werd Zweden laatste. Strikt genomen is de beste prestatie van het land tijdens dit toernooi de twaalfde plek die zowel in 1969 als in 1983 werd behaald. Aangezien Eurobasket 1969 en Eurobasket 1983 maar twaalf deelnemers had, kan ook gezegd worden dat de beste prestatie van Zweden werd behaald in 1993. Toentertijd waren er 16 deelnemende landen en behaalde Zweden de 13e plaats.

## Zweden tijdens internationale toernooien

### Eurobasket
- Eurobasket 1953: 17e
- Eurobasket 1955: 16e
- Eurobasket 1961: 18e
- Eurobasket 1965: 16e
- Eurobasket 1969: 12e
- Eurobasket 1983: 12e
- Eurobasket 1993: 13e
- Eurobasket 1995: 14e
- Eurobasket 2003: 16e

### Olympische Spelen
- Olympische Spelen 1980: 10e